# Selenicereus anthonyanus
Selenicereus anthonyanus  é uma espécie de cacto originária do México, muito cultivada em vasos devido ao seu aspecto ornamental. No Brasil recebe popularmente a denominação de Cacto Sianinha.

## Características

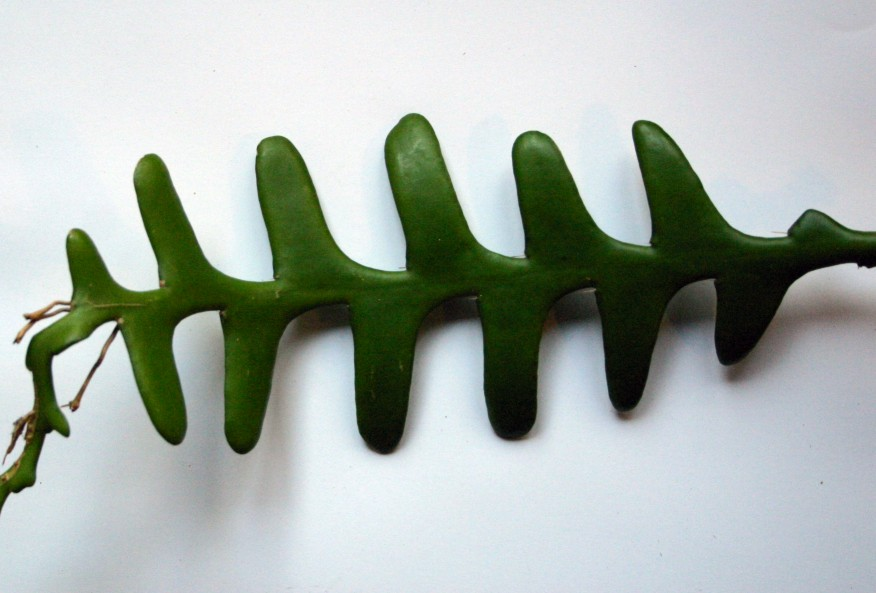
Caule da Selenicereus anthonyanus, exibindo seu característico padrão intercalado.

O cacto Sianinha apresenta ramos com formato intercalado em forma de ondulações. Sua espessura vai diminuindo conforme se afasta da base em um formato similar ao apresentado pelas samambaias. Esses ramos podem se apresentar de forma ascendente ou descendente, podendo atingir até um metro de extensão. Ocasionalmente, apresentam raízes aéreas para auxiliar em seu suporte.
Suas flores são efêmeras, abrindo após o pôr do sol e caindo no início da manhã seguinte. Medem entre 15 a 17 centímetros de diâmetro e apresentam coloração creme no centro e vermelho nas pétalas mais externas. Ao desabrocharem, essas flores exalam um intenso e agradável perfume com aroma adocicado.
Os frutos deste cactáceo são redondos ou ovalados, com extensão em torno de seis centímetros, apresentando alguns espinhos que caem quando estão maduros. As sementes medem 2mm e apresentam coloração negra.

## Origem e habitat
Embora atualmente seja um vegetal cultivado em diversas localidades devido, sobretudo, à sua adaptabilidade e à seu aspecto ornamental e decorativo, em seu meio natural, a Selenicereus anthonyanus  é uma planta endêmica, de presença restrita às florestas tropicais das planícies da região sul do México. Mais precisamente,  distribui-se entre os estados de Chiapas, Oaxaca, Tabasco e Veracruz, ocupando áreas com altitudes variando entre 180 a 500 metros.

## Cultivo ornamental
Devido à sua beleza e ao perfume emanado por suas flores, essa planta é bastante cultivada em vasos. Para seu melhor desenvolvimento, deve ser mantida em locais com boa luminosidade, mas pouca incidência de sol direto. A rega deve ser feita com parcimônia, evitando a introdução de água em excesso. O solo ideal deve apresentar boa quantidade de matéria orgânica e seu vaso deve ser montado de modo a permitir bom nível de drenagem, uma vez que o encharcamento favorece o surgimento de fungos que enfraquecem a planta.
No Brasil, sua floração normalmente ocorre no mês de novembro, com as flores se abrindo no período noturno e caindo na manhã seguinte. Não obstante, seu florescimento ocorre ao longo de diversos dias sucessivos.
Sua propagação pode ser efetuada por meio do plantio de sementes em solo fértil e bem drenado ou por meio de estacas mantidas em água ou areia úmida até o surgimento das primeiras raízes, sendo então transplantadas para o local definitivo.

### Cuidados
Esse cacto costuma apresentar bons níveis de resistência. Entretanto, por se tratar de uma espécie epífita, adaptada a sobreviver sob as copas das árvores de uma zona tropical, devem ser mantidas distantes de locais com elevada incidência de sol, podendo, contudo, suportar exposição direta aos raios solares por algumas horas ao dia, preferencialmente no período da manhã.

A presença de uma boa drenagem no vaso onde está instalado este cacto é de grande importância, uma vez que, se mantida constantemente úmida, a planta tende a apresentar problemas relacionados à contaminação por fungos diversificados e por bactérias do gênero erwinia, as quais causam uma doença conhecida como podridão negra. Caso sejam notadas a presença de galhos secos, em putrefação ou escurecidos, estes devem ser podados preventivamente para evitar a disseminação destas bactérias no restante da planta.